# Baiyan, Hunan
Baiyan (kinesiska: 白岩, 新寨坪, 白岩乡) är en socken i Kina. Den ligger i provinsen Hunan, i den södra delen av landet, omkring 310 kilometer väster om provinshuvudstaden Changsha. Antalet invånare är 6 334. Befolkningen består av 3 005 kvinnor och 3 329 män. Barn under 15 år utgör 19,0 %, vuxna 15-64 år 65 %, och äldre över 65 år 14,0 %.
Runt Baiyan är det ganska tätbefolkat, med 222 invånare per kvadratkilometer. Närmaste större samhälle är Qianzhou, 16,2 km sydväst om Baiyan. I omgivningarna runt Baiyan växer i huvudsak blandskog.
Genomsnittlig årsnederbörd är 1 848 millimeter. Den regnigaste månaden är maj, med i genomsnitt 327 mm nederbörd, och den torraste är januari, med 41 mm nederbörd.